# Libeň
Libeň (en allemand : Lieben) est un quartier de Prague à cheval sur les arrondissements de Prague 8 et Prague 9. Il s’agit d’une ancienne ville indépendante, rattachée à Prague en 1901.
C'est à Libeň que la paix fut signée entre l'empereur Rodolphe II et son frère Matthias Ier de Habsbourg en 1608.

## Géographie
Libeň est bordé à l'ouest par la Vltava qui la sépare du quartier Holešovice à Prague 7, au nord par les quartiers de Troja et Kobylisy, à l'est par les quartiers de Střížkov, Prosek et Vysočany à Prague 9 et au sud par Karlín et Žižkov.
Le quartier est traversé par de nombreuses voies de communication routières et ferroviaires et par la ligne de métro B avec les stations de métro Palmovka et Českomoravska. Le kilomètre 0 de L'autoroute D8 est situé dans ce quartier.
La rivière Rokytka traverse aussi le quartier où elle se jette dans la Vltava au niveau des vergers de Thomayer (cs).
Autrefois quartier industriel à la périphérie de Prague, Libeň est aujourd'hui un quartier résidentiel et d'activités.

## Personnalités
- Reinhard Heydrich y a été assassiné.
- Herz Homberg y est né.
- Ernestine Schumann-Heink y est né.
- Bohumil Hrabal y a vécu et y est mort.
- Karel Hlaváček y est né et y a vécu jusqu'à sa mort.

## Bâtiments remarquables
Dans le quartier de Libeň on trouve de nombreux bâtiments et monuments historiques et des ouvrages d'art remarquables.
- Le château de Libeň
- Théâtre Gong
- La villa Grabova
- Le moulin de Löwit
- L'église Saint-Adalbert
- Le château d'eau de Libeň
- Le pont de Libeň
- Le pont en béton sur Rokytka
- Le réservoir de gaz de Libeň
- La synagogue de Libeň
- Le stade O2 Arena
- Palác Svět
- La Sokolovna de Libeň

## Galerie

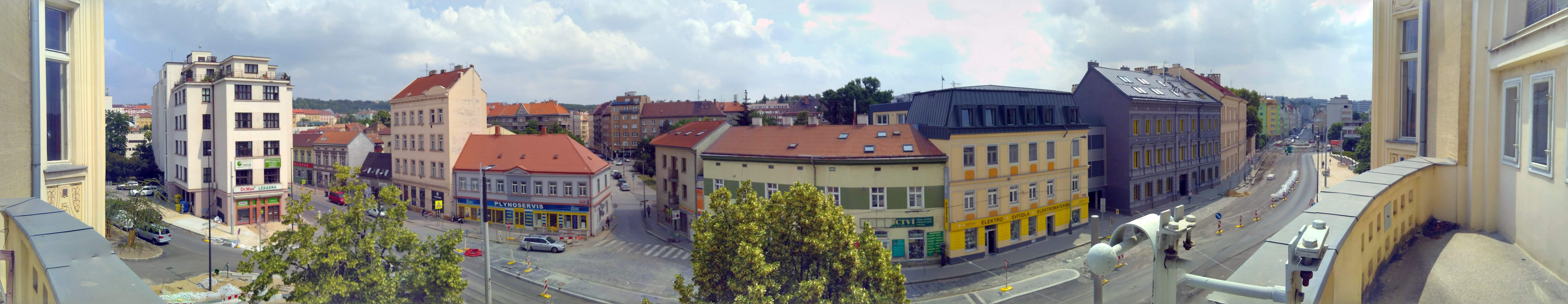
La rue Zenklova en travaux entre la station Palmovka et l'hopital Bulovka.
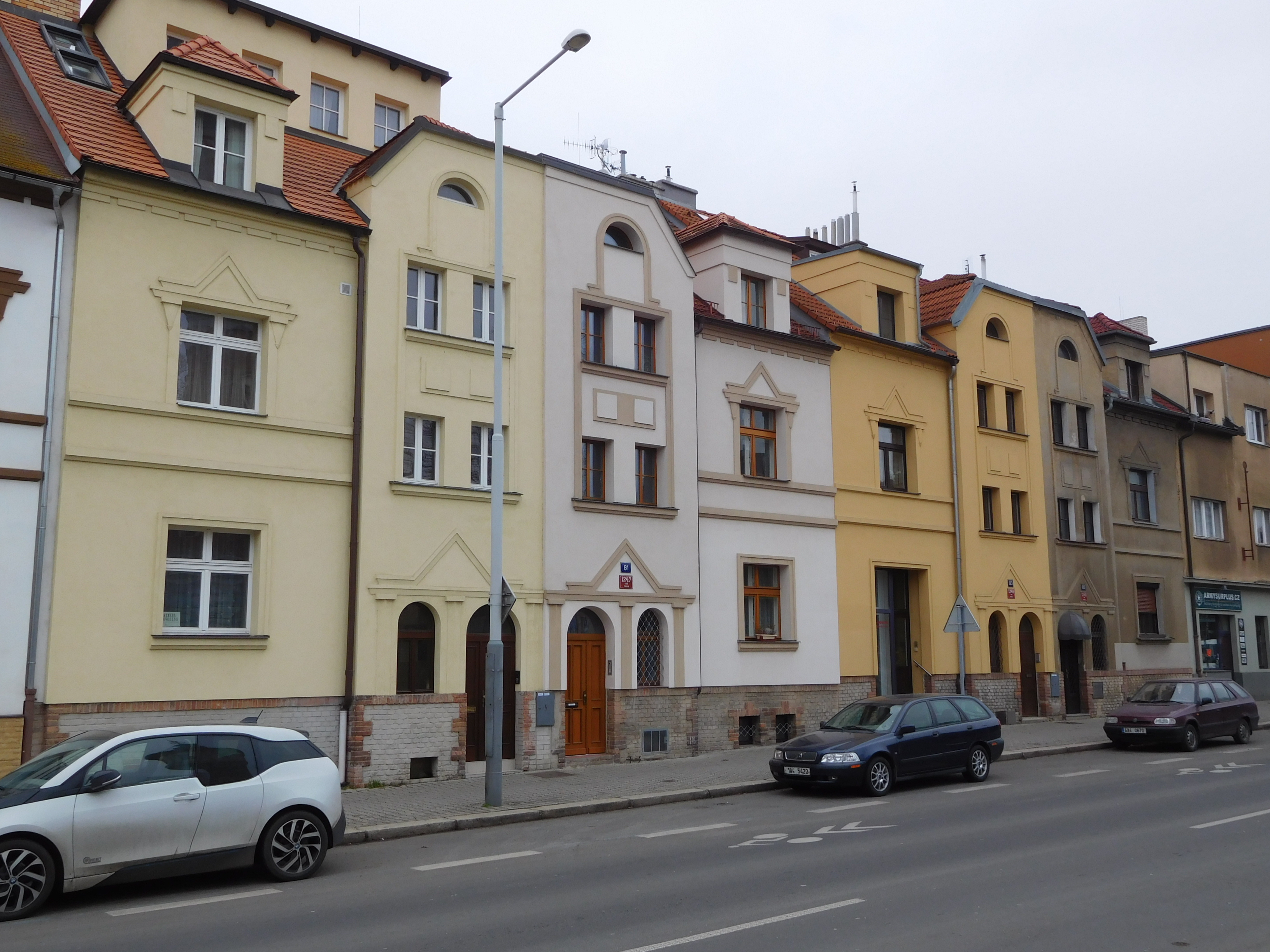
Rue Davidkova, 79-85
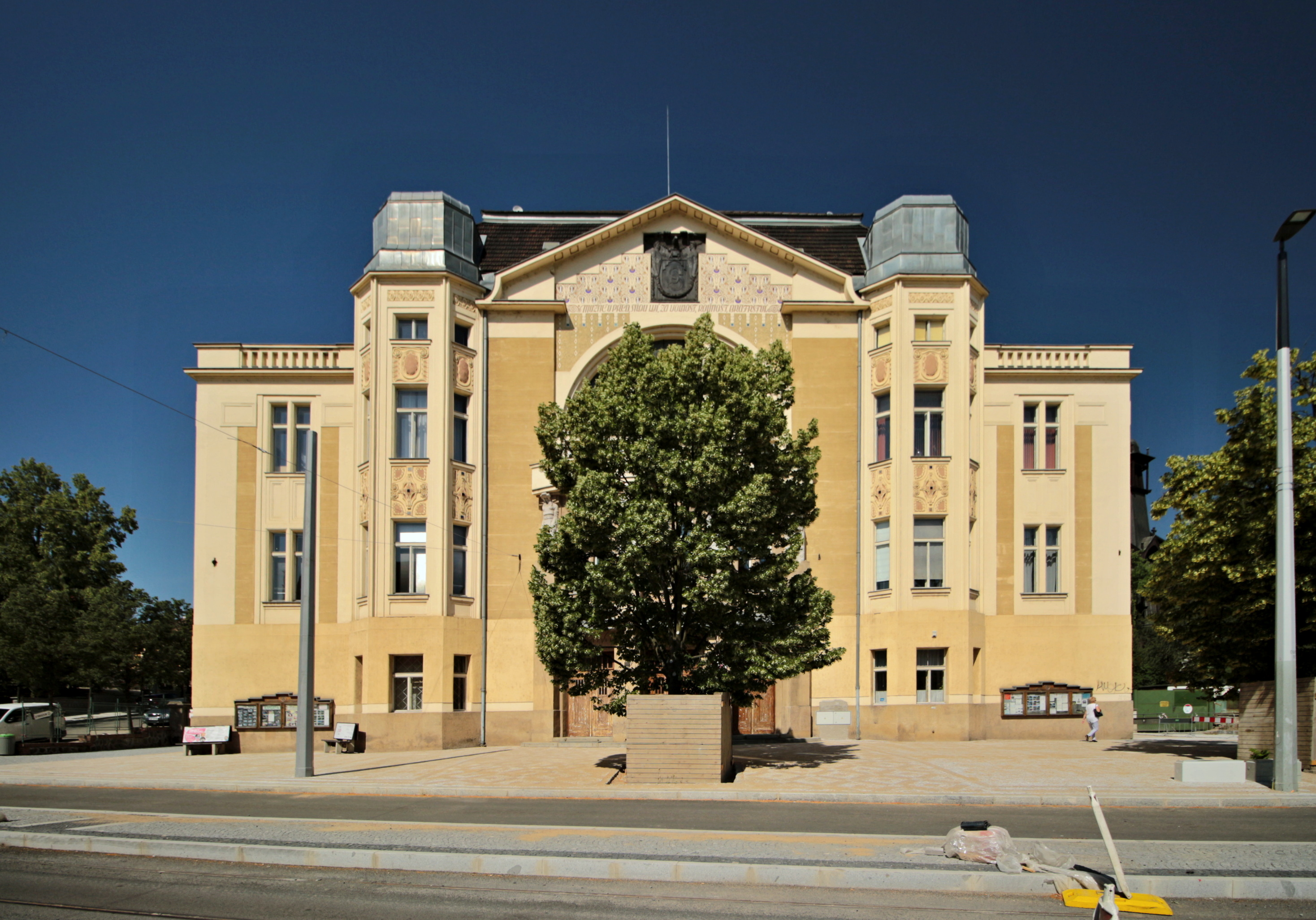
Sokolovna de Libeň